# Chlamydiales
Chlamydiales (лат.) — порядок бактерий из класса Chlamydiia. Все представители порядка — внутриклеточные паразиты клеток эукариотов. Большинство описанных разновидностей заражают млекопитающих и птиц, но некоторые были найдены в других хозяевах, например амёбах. Сначала они рассматривались как единый род Chlamydia, но сейчас описаны несколько различных родов. Они связаны с другими бактериальными группами, особенно Thermomicrobia, но тем не менее формируют свой собственный тип.
Хламидии имеют жизненный цикл, который включает две чётко различные формы. Инфицирование происходит при помощи элементарных тел (EB), которые метаболически неактивны. Они проникают в клеточные вакуоли, где превращаются в большие сетчатые тела (RB), которые обладают способностью к размножению. После нескольких дней репликации, RB превращаются обратно в метаболически неактивные EB, которые выходят наружу с помощью лизиса клетки или слияния мембран вакуолей с клеточной мембраной. Хламидии распространяются воздушно-капельным путём или при контакте.
Существуют три главные разновидности хламидий, которые заражают людей. Chlamydia trachomatis приводит к трахоме глаза и передаваемую половым путём инфекцию хламидиоз, Chlamydophila pneumoniae вызывает одну из форм пневмонии, Chlamydophila psittaci — орнитоз.

## Классификация
На июль 2017 года в порядок включают 4 семейства:
- Семейство Chlamydiaceae
  - Род Chlamydia
  - Род Chlamydophila
- Семейство Parachlamydiaceae
  - Род Neochlamydia
  - Род Parachlamydia
- Семейство Simkaniaceae
  - Род Simkania
- Семейство Waddliaceae
  - Род Waddlia